# Пиперково
Пиперково (болг. Пиперково) — село в Болгарии. Находится в Русенской области, входит в общину Ценово. Население составляет 382 человека.

## Политическая ситуация
В местном кметстве Пиперково, в состав которого входит Пиперково, должность кмета (старосты) исполняет Сашка Иванова Павлова (Национальное движение «Симеон Второй» (НДСВ)) по результатам выборов правления кметства.
Кмет (мэр) общины Ценово — Владимир Тодоров Калинов (коалиция партий: Союз свободной демократии (ССД), Земледельческий народный союз (ЗНС), Движение за права и свободы (ДПС)) по результатам выборов в правление общины.